# Museo del Fútbol Club Barcelona
El Museo del Fútbol Club Barcelona es un museo situado en las instalaciones del Camp Nou, en Barcelona, que exhibe todos los trofeos conseguidos por todas las secciones deportivas del club catalán a lo largo de la historia, y además todo tipo de objetos relacionados con sus equipos, jugadores y masa social. Es el museo más visitado de Cataluña. Fue rebautizado como "Museu President Núñez" en el año 2000, durante la presidencia de Joan Gaspart, y en honor al expresidente José Luis Núñez, fundador del museo. 

## Historia
El museo del club azulgrana fue inaugurado el 24 de septiembre de 1984, supuso una inversión cercana a los 70 millones de pesetas y ocupó en un inicio un espacio de 950 m², divididos en dos plantas.
En 1987 sufrió la primera remodelación, con la ampliación del fondo de arte, pero fue en 1994 cuando creció de forma más sustancial, al duplicarse su antigua superficie e incluir novedades como, entre otras, el Centro de Documentación Barcelonista.

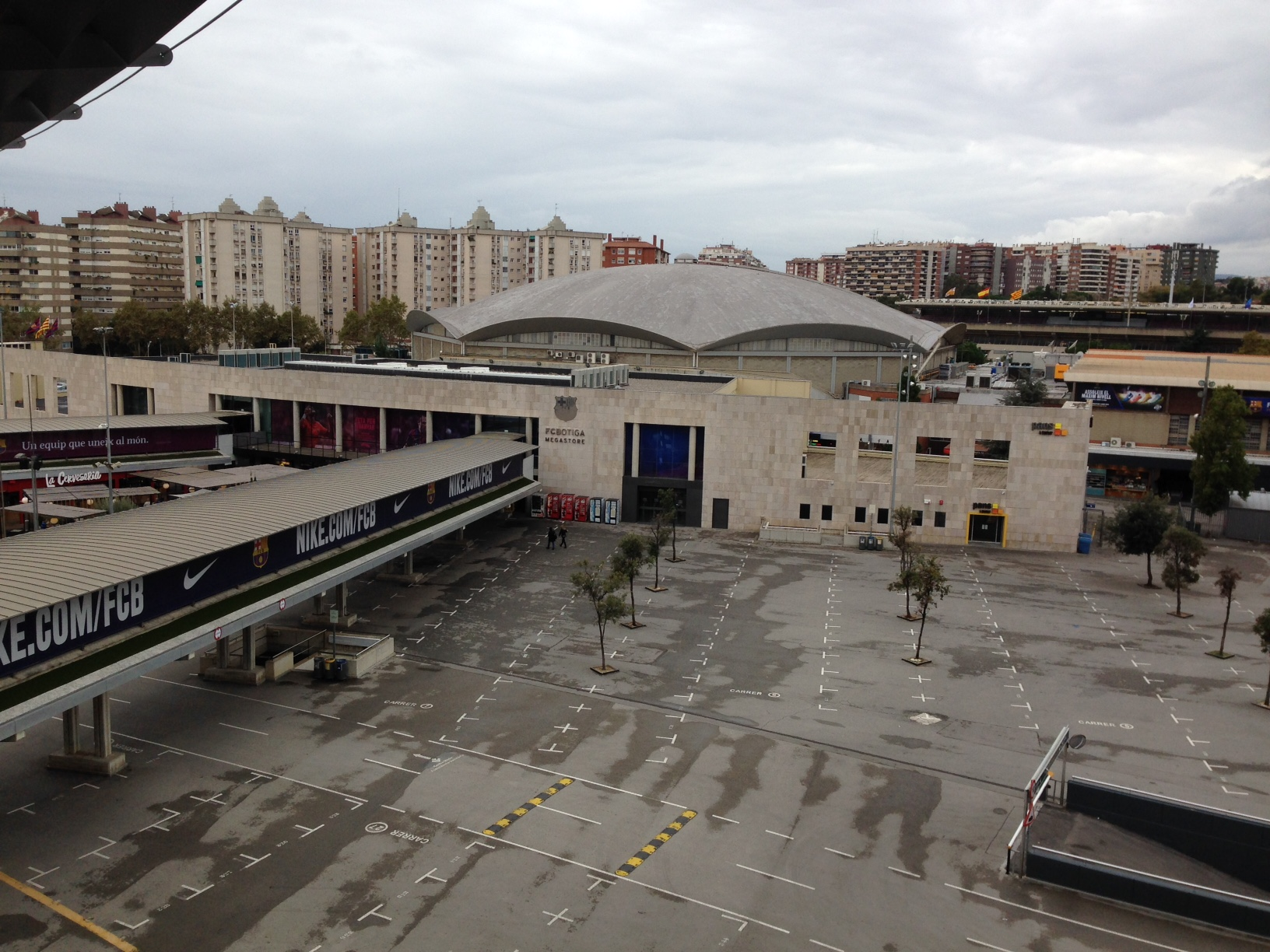
Vistas desde el museo

Hubo una tercera remodelación a lo largo de la temporada 1997-1998, que amplió hasta 3550 m² la cada vez más ambiciosa obra y en la que se levantó una rampa que conectó el Museu con la Botiga. Además, el museo tiene en exposición permanente la Colección Futbolart, propiedad de Pablo Ornaque, y considerada una de las mejores colecciones privadas del mundo sobre el fútbol, con objetos de todo tipo, algunos de incalculable valor. Actualmente el Museu se divide en cuatro áreas: el museo histórico, el fondo de arte, la colección Futbolart y las exposiciones temporales.
Jaume Ramón (1984-1990), Roser Cabero (1990), Albert Pujol (1984-2006) y Jordi Penas (desde el año 2006 hasta la actualidad) han sido los directores que han llevado las riendas de la institución desde su apertura.
Ha cogido tal dimensión que durante los últimos años es el más visitado de Cataluña, por encima del Museo Dalí de Figueres y el Museo Picasso de Barcelona. Además, el 84,1% de los visitantes del museo son turistas. A nivel estatal solo le superan el museo del Prado de Madrid y el museo Nacional Centro de Arte Reina Sofía.
El Museo ofrece la posibilidad de una visita guiada que, además de la entrada al museo, permite visitar espacios normalmente restringidos al público. La visita guiada permite acceder al palco presidencial, de manera que cualquier visitante puede gozar de las espectaculares vistas del Camp Nou, sentado en la butaca presidencial, los vestuarios, las salas de prensa, y el propio césped del campo de juego.
Además de los objetos relacionados con la historia del F. C. Barcelona, el museo también cuenta con un fondo artístico con obras de temática deportiva de artistas de prestigio: Salvador Dalí, Joan Miró, Antoni Tàpies, José Segrelles o Josep María Subirachs.
El 13 de junio de 2010 se acabó las obras de remodelación del museo realizadas en dos fases. En la primera fase se inauguró un nuevo espacio multimedia adaptado al siglo XXI, con más emoción y tecnología de vanguardia. Son 1500 m² repartidos en seis espacios interactivos donde las emociones, las vivencias y los resultados deportivos del Barça de estos últimos tiempos son los principales protagonistas. Este nuevo espacio dispone de una espectacular pantalla con proyección audiovisual de 35 metros de longitud, una mesa interactiva de más de 10 m² de superficie que reproduce cerca de 200 momentos históricos del club, 16 auriculares que reproducen todos los sonidos del ambiente azulgrana, el himno del F. C. Barcelona traducido a 33 idiomas o los 50 mejores goles proyectados en pantallas LCD.
En la segunda fase, la intervención se produjo en el primer piso y dio lugar a un nuevo museo más actual, moderno y espectacular, donde se puede disfrutar de los trofeos conseguidos por el primer equipo de fútbol y por las secciones profesionales a lo largo de la historia. Se trata de una colección de objetos que reafirman tan larga trayectoria y que permiten conocer personalidades y acciones sociales que han ayudado a que este club sea lo que nos define con el lema més que un club. Se remodeló también el itinerario del Tour, con un circuito mucho más atractivo, con sonorizaciones emocionantes en el túnel de salida del estadio y cabinas de prensa, con instantáneas retroiluminadas que permiten al visitante pasear por la historia del F. C. Barcelona.
Es una imagen nueva y actual que se ha bautizado con el nombre de Camp Nou Experience.

## Como llegar
Metro: Collblanc (línea 5), Badal (línea 5), María Cristina (línea 3), Palau Reial (línea 3) y Zona Universitaria (línea 3). Autobuses: Líneas 7, 15, 33, 43, 54, 56, 57, 59, 63, 67, 70, 72, 74, 75, 78, 113 y 157.

## Horarios
9h-19:30h (Verano y Semana Santa). 10h-18:30h (Lunes a sábado de noviembre a marzo). 10h-14:30h (Domingos y festivos de noviembre a marzo). 9:30h-19h (Lunes a sábado del resto del año). 9:30h-14:30h (Domingos y festivos del resto del año).

## Tarifas
Adultos, 23€. Estudiantes y menores de 13 años: 17€. Menores de 6 años: gratis.

## Más información
- Los días de partido de Champions, el museo solo puede visitarse hasta las 15 h.
- Los días de partido de Copa y Liga, el museo solo puede visitarse hasta 3 horas antes del partido.
- Los días de partido no se puede realizar el tour, solo puede visitarse el museo.

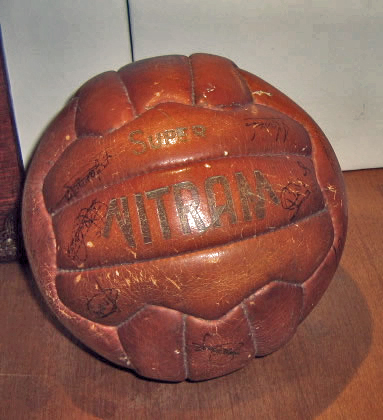
El balón usado en la primera final de la Copa de Ferias, en el año 1958.
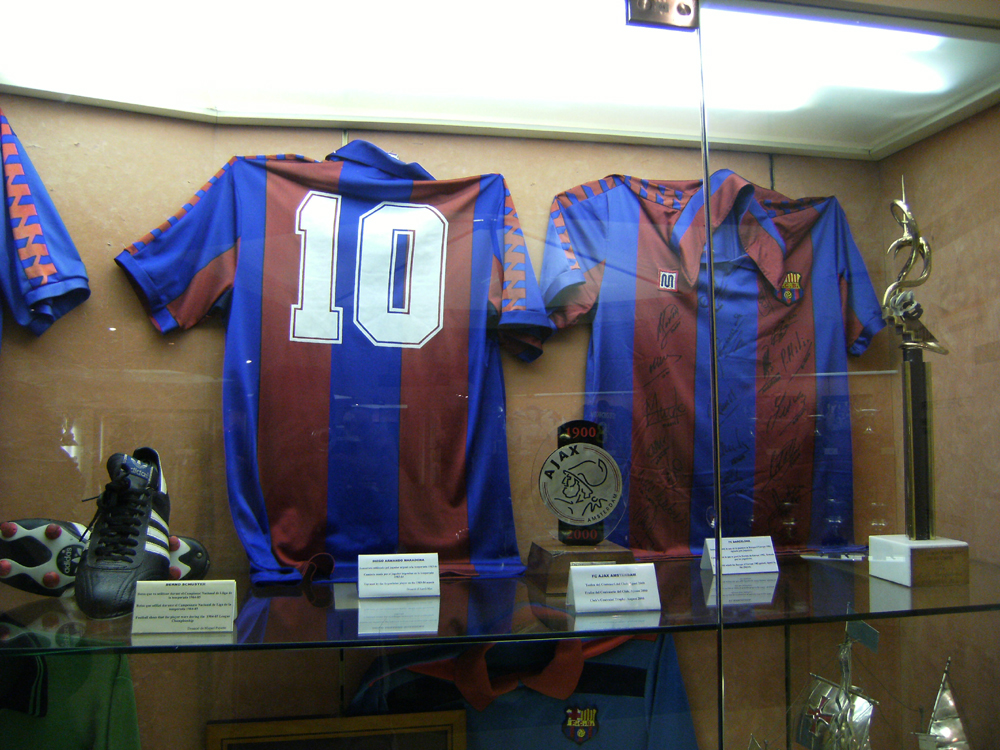
Camiseta del exjugador de la selección argentina, Diego Armando Maradona.
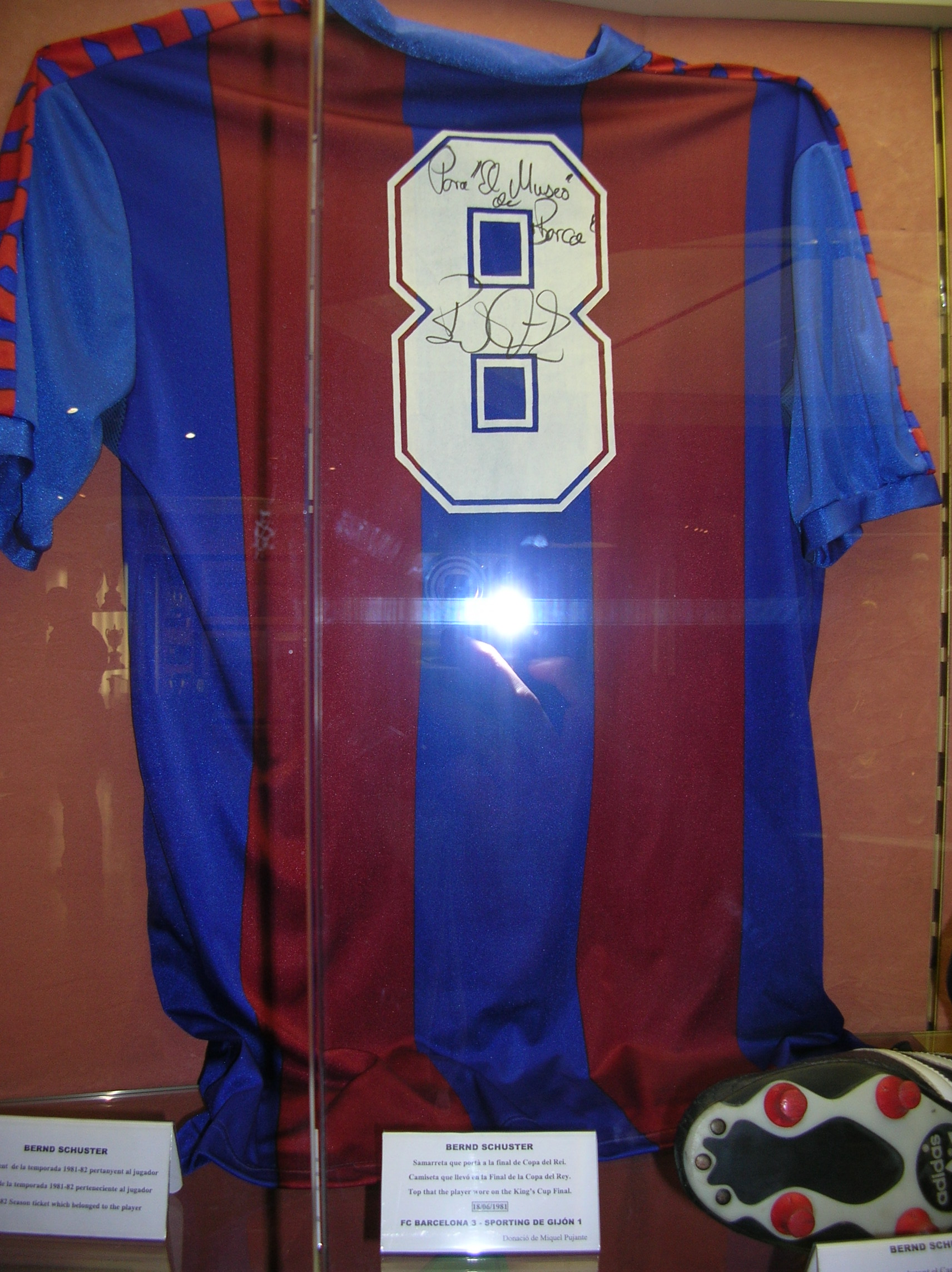
Camiseta de Bernd Schuster (1980-1988).